# Love and War (Tamar Braxton)
Love and War è il secondo album discografico della cantante statunitense Tamar Braxton, pubblicato nel 2013, a tredici anni di distanza dal precedente.

## Tracce
1. The One – 2:53
2. Tip Toe – 2:57
3. Stay and Fight – 4:00
4. Love and War – 4:02
5. All The Way Home – 4:22
6. One on One Fun – 1:56
7. She Did That – 1:17
8. Hot Sugar – 3:33
9. Pieces – 3:39
10. Where It Hurts – 3:45
11. Prettiest Girl – 4:10
12. Sound of Love – 4:07
13. White Candle – 4:16
14. Thank You Lord – 3:20

## Classifiche
| Classifica (2013) | Posizione raggiunta |
| ----------------- | ------------------- |
| Stati Uniti       | 2                   |